# Sunfix-Gletscher
Der Sunfix-Gletscher ist ein 24 km langer und bis zu 3 km breiter Gletscher im nördlichen Palmerland auf der Antarktischen Halbinsel. Er fließt in ostnordöstlicher Richtung zwischen dem Grimley- und dem Lurabee-Gletscher zum Casey-Gletscher.
Trimetrogonluftaufnahmen entstanden am 27. November 1947 bei der US-amerikanischen Ronne Antarctic Research Expedition (1947–1948). Der Falkland Islands Dependencies Survey (FIDS) nahm November 1960 Vermessungen vor. Der Name des Gletschers leitet sich vom Umstand ab, dass das Kopfende dem FIDS als Sonnenfixpunkt für Vermessungsarbeiten diente, obwohl das Gebiet aufgrund häufig dichter Bewölkung dieses nur selten zulässt.